# نادي اتحاد الشرطة (مصر)
نادي اتحاد الشرطة، نادي كرة قدم مصر تابع لوزارة الداخلية بمصر. لعب لأول مرة في الدوري المصري الممتاز بموسم 2008-2009 واستمر فيه حتى هبط للدرجة الثانية في موسم 2015-2016 ثم هبط الي دوري القسم الثالث موسم 2017-2018.

## سجل مشاركات الفريق.
| 1     | 2      | ↑   | ↓   |
| البطل | الوصيف | صعد | هبط |

| سجل مشاركة الفريق محليًا منذ 2007 | سجل مشاركة الفريق محليًا منذ 2007 | سجل مشاركة الفريق محليًا منذ 2007 | سجل مشاركة الفريق محليًا منذ 2007 | سجل مشاركة الفريق محليًا منذ 2007 | سجل مشاركة الفريق محليًا منذ 2007 | سجل مشاركة الفريق محليًا منذ 2007 |
| موسم                             | الدوري                           | الدوري                           | كأس مصر                          | هداف الفريق في الدوري            | هداف الفريق في الدوري            | هداف الفريق في الدوري            |
| موسم                             | القسم                            | المركز                           | كأس مصر                          | اللاعب                           | عدد الأهداف                      | مصدر                             |
| -------------------------------- | -------------------------------- | -------------------------------- | -------------------------------- | -------------------------------- | -------------------------------- | -------------------------------- |
| 2007–2008                        | الدرجة الثانية                   | 1 ↑                              | دور الـ32                        |                                  |                                  |                                  |
| 2008–2009                        | الممتاز                          | 9                                | دور الـ16                        | حمادة يحيى و فيوليت آرمان        | 5                                | [ 4 ]                            |
| 2009–2010                        | الممتاز                          | 5                                | دور الـ32                        | منسيو بوبا                       | 14                               | [ 5 ]                            |
| 2010–2011                        | الممتاز                          | 4                                | ربع النهائي                      | منسيو بوبا                       | 7                                | [ 6 ]                            |
| 2011–2012                        | الممتاز                          | لم يستكمل                        | لم يُلعب                          | خالد قمر و صلاح عاشور            | 5                                | [ 7 ]                            |
| 2012–2013                        | الممتاز                          | لم يستكمل                        |                                  | سعيد كمال                        | 6                                | [ 8 ]                            |
| 2013–2014                        | الممتاز                          | 5                                | ربع النهائي                      | خالد قمر                         | 10                               | [ 9 ]                            |
| 2014–2015                        | الممتاز                          | 15                               | ربع النهائي                      | نانا بوكو                        | 11                               | [ 10 ]                           |
| 2015–2016                        | الممتاز                          | 16 ↓                             | دور الـ16                        | صلاح ريكو                        | 7                                | [ 11 ]                           |
| 2016–2017                        | الدرجة الثانية                   | 11                               | دور الـ32                        |                                  |                                  | [ 12 ]                           |
| 2017- 2018                       | الدرجة الثانية                   | 13 ↓                             | لم يشارك                         |                                  |                                  | [ 13 ]                           |
| 2018-2019                        | القسم الثالث                     |                                  |                                  |                                  |                                  |                                  |

1. ↑  حل الفريق ثالثًا في المجموعة الثانية، ويعتبر الفريق في المركز الخامس بين جميع أندية الدوري بحسب النقاط التي حصل عليها.